# Elezioni parlamentari in Australia del 1993
Le elezioni parlamentari in Australia del 1993 si tennero il 13 marzo per il rinnovo del Parlamento federale (Camera dei rappresentanti e Senato). In seguito all'esito elettorale, Paul Keating, espressione del Partito Laburista Australiano, fu confermato Primo ministro.

## Risultati

### Camera dei rappresentanti
| Liste                         | Voti       | %     | Seggi |
| ----------------------------- | ---------- | ----- | ----- |
| Partito Laburista Australiano | 4 751 390  | 44,92 | 80    |
| Partito Liberale d'Australia  | 3 888 579  | 36,77 | 49    |
| Partito Nazionale d'Australia | 758 036    | 7,17  | 16    |
| Democratici Australiani       | 397 060    | 3,75  | –     |
| Country Liberal Party         | 35 207     | 0,33  | –     |
| Altri e indipendenti          | 746 507    | 7,06  | 2     |
| Totale                        | 10 576 779 | 100   | 147   |

- Two-party-preferred vote

| Liste                                           | Voti       | %     | Seggi |
| ----------------------------------------------- | ---------- | ----- | ----- |
| Partito Laburista Australiano                   | 5 436 421  | 51,44 | 80    |
| Coalizione Liberale-Nazionale (LPA - NPA - CLP) | 5 133 033  | 48,56 | 65    |
| Totale                                          | 10 569 454 | 100   | 145   |

### Senato
| Liste                         | Voti       | %     | Seggi |
| ----------------------------- | ---------- | ----- | ----- |
| Partito Laburista Australiano | 4 643 871  | 43,50 | 17    |
| Coalizione Liberale/Nazionale | 2 605 157  | 24,40 | 6     |
| Partito Liberale d'Australia  | 1 664 204  | 15,59 | 11    |
| Democratici Australiani       | 566 944    | 5,31  | 2     |
| Partito Nazionale d'Australia | 290 382    | 2,72  | 1     |
| Call to Australia             | 108 945    | 1,02  | –     |
| Partito della Legge Naturale  | 38 054     | 0,36  | –     |
| Country Liberal Party         | 35 405     | 0,33  | –     |
| Altri e indipendenti          | 721 843    | 6,76  | 2     |
| Totale                        | 10 674 805 | 100   | 40    |

- Dei 6 seggi eletti nella lista del Partito Liberale/Nazionale, 4 sono stati attribuiti al Partito Liberale d'Australia (totale 15 seggi), 2 al Partito Nazionale d'Australia (totale 3 seggi).